# Фильково (Локнянский район)
Фи́льково — деревня в Локнянском районе Псковской области России. Входит в состав Миритиницкой волости.
Расположена в 37 км к юго-западу от райцентра Локня, в 4 км к западу от озера Локново и в 1 км к западу от деревни Рыкайлово.

## Население
Численность населения деревни в 2000 году составляла 31 житель, в 2011 году — 9 жителей.